# Вуманизм
Вумани́зм (от англ. woman — женщина) — социальная теория, основанная на истории и повседневном опыте чернокожих женщин. По словам американской учёной Лейли Филлипс Мапарян, данная теория стремится «восстановить баланс между людьми и окружающей средой и примирить человеческую жизнь с духовным измерением». Писательница Элис Уокер ввела термин «вуманистка» (англ. womanist) в коротком рассказе «Разлучение» в 1979 году. Со времён первоначального использования Уокер термин эволюционировал, чтобы охватить различные и часто противоположные интерпретации таких понятий, как феминизм, мужчины и темнокожесть (blackness).

## Теория
Теория вуманизма, хоть и разнообразна, в своей основе считает, что и женственность, и культура одинаково важны для существования женщины. В этой концепции женственность нельзя отделить от культуры, в которой она существует. На первый взгляд, данная теория схожа с идеями третьей волны феминизма, включающей интерсекциональность. Разница заключается в оценке на основе пересечения в теоретических рамках. Вуманизм поддерживает идею о том, что культура женщины, которая в данном случае является точкой пересечения в отличие от класса или какой-либо другой характеристики, не является элементом её женственности, а скорее является призмой, через которую рассматривается женственность. Таким образом, чернота женщины не является компонентом её феминизма; вместо этого её чернота — это объектив, через который она понимает свою женственность.
При обсуждении вуманистской теории следует отметить, что чернокожие женщины в феминистском движении подвергались расизму. Этот исторический факт привёл к двум разным интерпретациям вуманизма. Некоторые вуманистки считают, что опыт чернокожих женщин не будет рассматриваться феминистками как равный опыту белых женщин из-за проблематичного подхода некоторых феминисток к черноте на протяжении всей истории. Как таковые, вуманистки рассматривают вуманизм не в качестве расширения феминизма, а скорее как теоретическую структуру, которая существует независимо от феминистской теории. Этот вывод основан на идее о том, что чернокожие феминистки создали своё собственное пространство в феминизме благодаря научно-исследовательской деятельности и активизму.
Однако не все вуманистки придерживаются такого взгляда на вуманизм по отношению к феминизму. Первую хронологическую концепцию вуманизма можно обнаружить в цитате Элис Уокер: «Вуманизм для феминизма — то же самое, что фиолетовый цвет для лаванды» (англ. womanism is to feminism as purple is to lavender). 

## Идеология
У слова «вуманизм» есть различные определения и интерпретации. В широком смысле — это универсальная идеология для всех женщин, независимо от цвета кожи. Вуманистка, согласно небольшому рассказу Уокер под названием «Грядущее разделение» (англ. Coming Apart), это афроамериканская гетеросексуальная женщина, которая хочет применить мудрость от афроамериканских лесбиянок для того, чтобы улучшить сексуальные отношения и избежать сексуальной объективации. В контексте деструктивного использования мужской порнографии, а также эксплуатации ими чернокожих женщин в качестве порнографических объектов, вуманистки также стремятся к «выживанию и цельности всех людей, мужчин и женщин» (англ. The survival and wholeness of an entire people, male and female) посредством противостояния угнетающим силам.

### Чёрный феминизм
Чёрное феминистское движение сформировалось в ответ на потребности женщин, которые в расовом отношении не до конца представлены «Женским движением» (англ. Women's Movement) и сексуально угнетены «Движением чёрного освобождения» (англ. The Black Liberation Movement). Чернокожие феминистки утверждают, что афроамериканские женщины находятся «в двояком» положении в социальной, экономической и политической сферах, поскольку сталкиваются с дискриминацией по признаку расы и пола. Чернокожие женщины чувствовали, что их движения игнорировались обоими движениями, которые, по сути, должны были встать на их сторону, поэтому они изо всех сил пытались идентифицировать себя по признаку расы или пола. Афроамериканские женщины, которые используют термин «чёрный феминизм», придают ему абсолютно разные толкования. Одна из таких интерпретаций заключается в том, что чёрный феминизм отвечает потребностям афроамериканских женщин, которые феминистское движение в значительной степени игнорирует. Феминизм, как его определяет чернокожий феминистский теоретик Перл Клидж,— это «вера в то, что женщины являются полноценными людьми, способными участвовать и руководить во всем спектре человеческой деятельности — интеллектуальной, политической, социальной, сексуальной, духовной и экономической» (англ. The belief that women are full human beings capable of participation and leadership in the full range of human activities—intellectual, political, social, sexual, spiritual, and economic). Исходя из этого определения можно сказать, что феминистская «повестка дня» охватывает различные вопросы, начиная от политических прав и заканчивая возможностями для образования в глобальном контексте.

### Африканский феминизм
В книге «Африканский вуманизм: исправляя себя» Кленора Хадсон-Уимс исследует ограничения феминистской теории, а также объясняет идеи и активистскую деятельность различных африканских женщин, которые внесли свой вклад в «женскую теорию». По сути, африканский вуманизм отвергает феминизм, потому что его концепция состоит в том, чтобы продвигать проблемы белых женщин над проблемами чернокожих женщин. Хадсон-Уимс утверждает, что феминизм никогда не будет «нормальным» для чернокожих женщин из-за последствий рабства и предрассудков. Уимс утверждает, что вуманизм отличается от других феминистких движений тем, что у него другая «повестка дня», другие приоритеты и «он сосредоточен на уникальном опыте, борьбе, потребностях и желаниях африканских женщин» (англ. focuses on the unique experiences, struggles, needs, and desires of Africana women).

## Женская идентичность

### Духовность
Духовность относится к стремлению установить связь с чем-то священным, невидимым, сверхъестественным или несуществующим. Патриция Хилл Коллинз предложила такое определение:
«Духовность — это не просто система религиозных верований, сходная с логическими системами идей. Скорее, духовность включает в себя предметы веры, которые обеспечивают концептуальную основу для повседневной жизни» (англ. Spirituality is not merely a system of religious beliefs similar to logical systems of ideas. Rather, spirituality comprises articles of faith that provide a conceptual framework for living everyday life).
При этом религия остаётся институциональным механизмом, духовность — личным. В отличие от религии, от духовности нельзя отказаться или сменить её на какую-либо другую. Это неотъемлемая составляющая сознания. У вуманистской духовности есть 6 характерных черт — это эклектика, хитрость, целостность, личность, дальновидность и прагматичность. Женщина использует свой жизненный опыт и суммирование указанных черт для создания «целого» из нескольких частей. Вуманистская духовность представляет огромный спектр возможностей, существующий для решения проблем и устранения несправедливости. Эмили Таунс, женщина-богослов, утверждает, что «вуманистская духовность проистекает из индивидуального и общественного размышления о вере и жизни афроамериканцев» (англ. womanist spirituality grows out of individual and communal reflection on African American faith and life). Она объясняет, что эти слова не основаны на идее, что духовность — это сила, ведь это скорее практика, в которой не имеет значения то, кем мы являемся на данный момент.

### Этика
Женская этика — это религиозная дисциплина, которая исследует этические теории, касающиеся человеческой воли, действий и отношений. В то же время эта дисциплина отвергает социальные конструкции, которые пренебрегали существованием женщин как отдельной группы, поэтому они понесли основную тяжесть несправедливости и угнетения. Его перспектива определяется богословским опытом афроамериканских женщин. С использованием аналитических инструментов изучается влияние расы, класса, пола и сексуальности на индивидуальное и общественное будущее. Женская этика предоставляет альтернативу христианской этике. Она использует элементы критики, описания и оценки процента отсутствия баланса между властью и патриархатом, которые используются для угнетения цветных женщин и их общин. Публикация Кэти Кэннон «Появление чёрного феминистского сознания» (англ. The Emergence of Black Feminist Consciousness) была первой, в которой прямо говорилось о женской этике. В этой статье Кэннон утверждает, что перспективы чернокожих женщин в значительной степени игнорируются в различных религиозных и академических дискурсах. Жаклин Грант более подробно это объясняет, утверждая, что чернокожие женщины одновременно испытывают три угнетающие силы: расизм, сексизм и классовую дискриминацию. «Чёрная феминистская теория» использовалась в женской этике для объяснения недостаточного участия афроамериканских женщин и мужчин в академическом дискурсе.